# 麥克·多普德
麥克·多普德（英語：Mike Dopud；1968年6月10日—）是一位加拿大電影和電視演員。他出生在魁北克省蒙特利爾，可流利使用英語、法語和塞爾維亞語。多普德也是一位運動員。

## 外部連結
- 麥克·多普德在互联网电影资料库（IMDb）上的資料（英文）